# بولینگ گرین (ویرجینیا)
بولینگ گرین (به انگلیسی: Bowling Green) یک شهر در ایالات متحده آمریکا است که در شهرستان کارولین، ویرجینیا واقع شده‌است. بولینگ گرین ۴٫۲ کیلومتر مربع مساحت و ۱٬۱۱۱ نفر جمعیت دارد و ۶۹ متر بالاتر از سطح دریا واقع شده‌است.